# Stadtverwaltung Hannover

Logo der Stadt Hannover

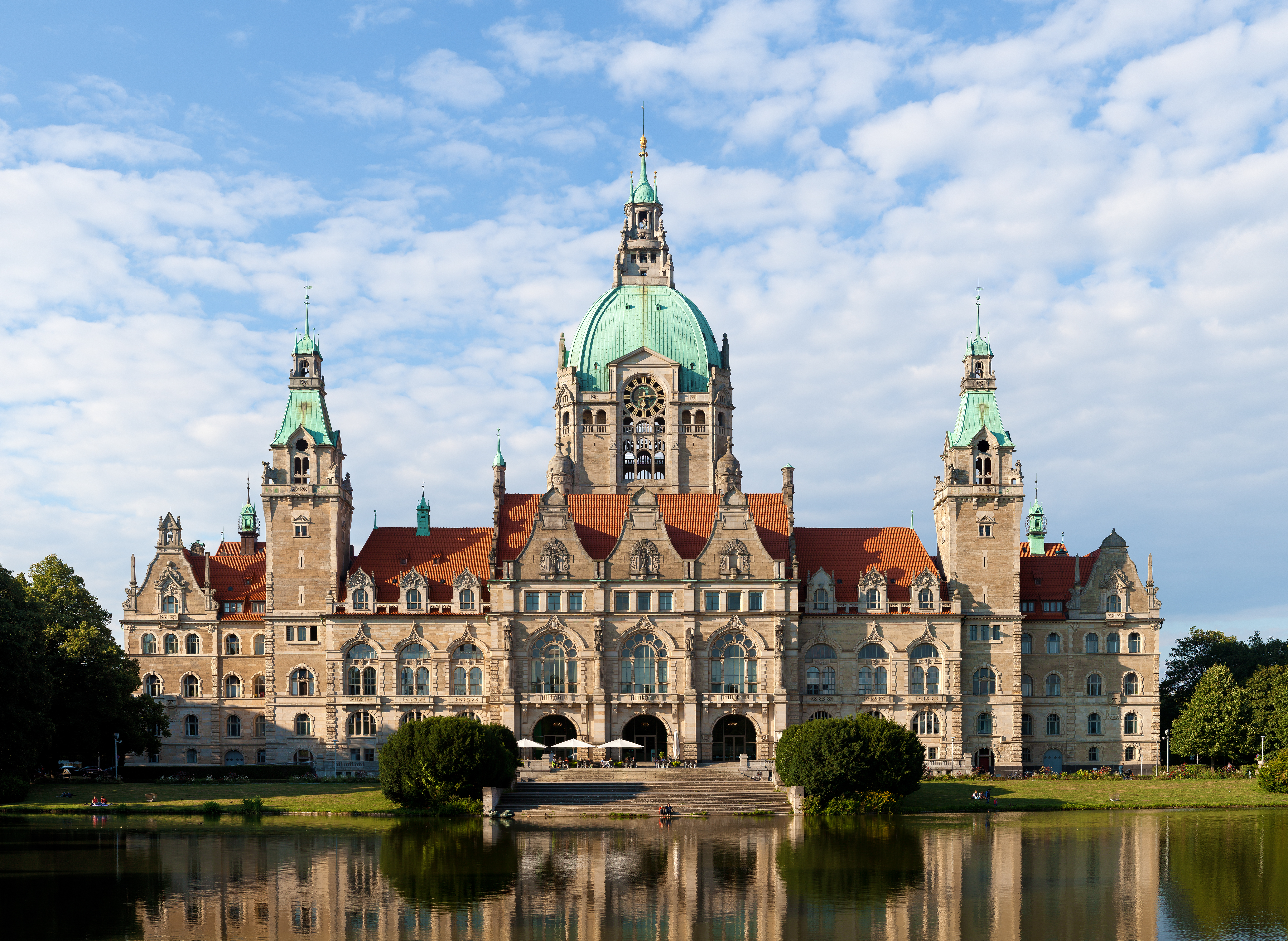
Neues Rathaus

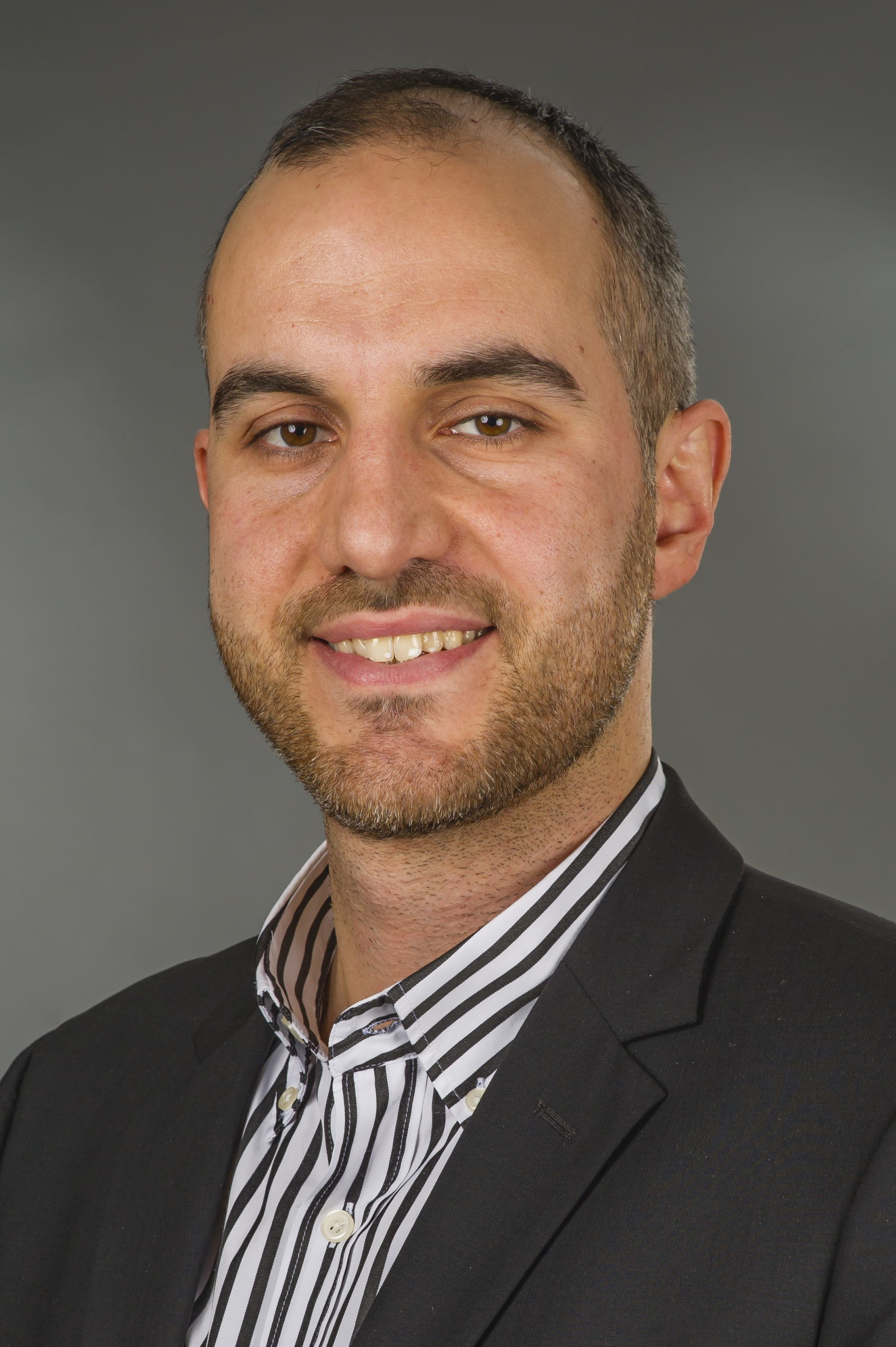
Belit Onay, 2018, Oberbürgermeister seit November 2019

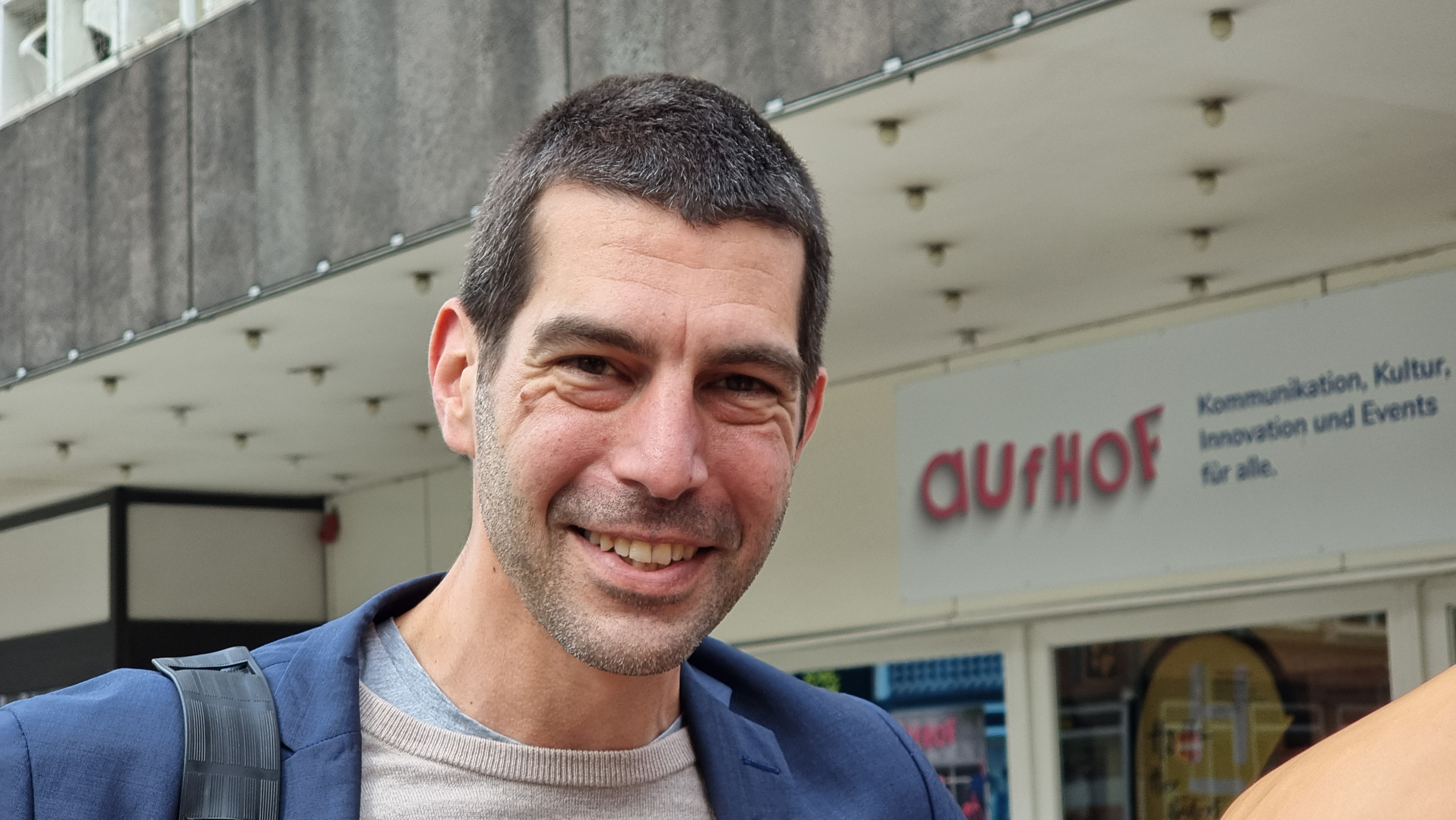
Axel von der Ohe, 1. Stadtrat seit 2021

Die Stadtverwaltung Hannover ist die kommunale Selbstverwaltung der niedersächsischen Landeshauptstadt Hannover.

## Beschreibung
Die Stadtverwaltung gliedert sich in den Geschäftsbereich des Oberbürgermeisters und sieben Dezernate, die jeweils von einem Stadtrat als kommunalen Wahlbeamten geleitet werden. Dem Geschäftsbereich des Oberbürgermeisters und den Dezernaten sind 22 Fachbereiche (Stand: 12. Juni 2024) zugeordnet, in denen die Städtischen Ämter, Behörden, Einrichtungen und weitere Dienststellen der Stadt Hannover zusammengefasst und fachlich gegliedert sind. Die Fachbereiche untergliedern sich in Bereiche und Sachgebiete. Einigen Dezernaten und dem Geschäftsbereich des Oberbürgermeisters sind weitere Stabsstellen und Referate zugeordnet. Dem Wirtschafts- und Umweltdezernat sind die städtischen Eigenbetriebe zugeordnet. Für jeden der 13 Stadtbezirke wurde ab Juli 2008 ein Stadtbezirksmanagement eingesetzt. Diese dienen als Ansprechpartner für die Akteure in den Stadtbezirken und sollen den raumorientierten integrierten Handlungsansatz zwischen Verwaltungs- und Bezirksebenen flächendeckend stärken.
In der Stadtverwaltung arbeiten über 11.000 Beschäftigte.

### Rathaus und Dienststellen
Hauptsitz der Verwaltung und Dienstsitz des Oberbürgermeisters ist seit 1913 das Neue Rathaus am Platz der Menschenrechte, bis September 2024 Trammplatz, in Hannover. Neben dem Neuen Rathaus erstreckt sich die Stadtverwaltung auf viele Dienststellen in Hannover.  Darunter befindet sich das sogenannte Hannover Service Zentrum am Schützenplatz, in dem der Fachbereich Öffentliche Ordnung seinen Sitz hat, das Rathauskontor am Theodor-Lessing Platz mit dem Fachbereich Personal und Organisation, Dienststellen des Fachbereiches Jugend und Familie in der Joachimstraße oder das Baudezernat am Rudolf -Hillebrecht Platz als große Dienststellen.
Erstes Rathaus der Stadt war das Alte Rathaus in der heutigen Altstadt.
Von 1863 bis 1913 war das Wangenheimpalais  Rathaus und Sitz der Stadtverwaltung.

## Leitung der Stadtverwaltung
Seit 1996 gibt es – erneut seit dem Ende des Zweiten Weltkrieges – einen hauptamtlichen Oberbürgermeister in Hannover, der oberster Repräsentant der Stadt Hannover und Hauptverwaltungsbeamter der Stadt Hannover ist. Von 1946 bis 1996 war der Oberstadtdirektor Leiter der Verwaltung. Der Oberbürgermeister leitet und beaufsichtigt den Geschäftsgang der Verwaltung und regelt im Rahmen der Richtlinien des Rates die Geschäftsverteilung. Er vertritt die Stadt in Rechts- und Verwaltungsangelegenheiten. Er ist Dienststellenleiter im Sinne der Geheimhaltungsvorschriften und wird durch das Niedersächsische Ministerium für Inneres und Sport (Abteilung 3: Kommunale Angelegenheiten) als Kommunalaufsichtsbehörde ermächtigt. Er führt die Geschäft der laufenden Verwaltung. Für die Dezernate ist die Leitung der Geschäfte an die Dezernenten übertragen. Der Verwaltungsausschuss und der Rat kann sich die Beschlussfassung von Geschäften vorbehalten, beziehungsweise kann der Oberbürgermeister bestimmte Geschäfte dem Verwaltungsausschuss vorlegen. Der Oberbürgermeister unterrichtet die Einwohnerinnen und Einwohner in geeigneter Weise über wichtige Angelegenheiten der Stadt und hält regelmäßig Bürgersprechstunden ab. Seit dem 22. November 2019 ist Belit Onay  Oberbürgermeister der Stadt Hannover. Dienstsitz des Oberbürgermeisters ist das Neue Rathaus Hannover. Der Oberbürgermeister ist per Amt Mitglied im Rat der Stadt Hannover und hat den Vorsitz im Verwaltungsausschuss der Stadt inne, die Stadträte sind beratende Mitglieder. Der Oberbürgermeister und die Stadträte erstatten dem Rat der Stadt Hannover und seinen Ausschüssen Bericht und Informieren die Mitglieder des Rates und den Ausschüssen über Angelegenheiten aus ihrem Geschäftsbereich und ihren Dezernaten.
Allgemeiner Vertreter des Oberbürgermeisters als Hauptverwaltungsbeamter in der Stadtverwaltung ist der Erste Stadtrat, seit Juli 2021 hat der Dezernent für Finanzen, Ordnung und die Feuerwehr Axel von der Ohe das Amt inne. Oberbürgermeister und Dezernenten treffen in der Regel einmal in der Woche zur Dezernentenrunde zusammen.
Der Oberbürgermeister wird von den Bürgern für acht Jahre gewählt. Die Stadträte werden auf Vorschlag des Oberbürgermeisters vom Rat der Stadt für acht Jahre gewählt.
Der Oberbürgermeister wird gemäß der Besoldungsordnung B in der Besoldungsgruppe B 9 alimentiert (zuzüglich 27 Prozent Zulage nach Besoldungsgruppe B 10), der Erste Stadtrat nach B 8 und die weiteren Stadträte nach B 7 besoldet.

### Oberstadtdirektoren der Stadt Hannover (Hauptverwaltungsbeamte der Stadtverwaltung 1946 bis 1996)
- 1946 bis 1949: Gustav Bratke
- 1949 bis 1963: Karl Wiechert
- 1963 bis 1974: Martin Neuffer
- 1974 bis 1979: Rudolf Koldewey
- 1979 bis 1990: Hinrich Lehmann-Grube
- 1990 bis 1996: Jobst Fiedler

### Oberbürgermeister der Stadt Hannover als Hauptverwaltungsbeamte
- 1996 bis 2006: Herbert Schmalstieg
- 2006 bis 2013: Stephan Weil
- 2013 bis 2019: Stefan Schostok
- seit 2019: Belit Onay

#### Erste Stadträte der Stadt Hannover; Stellvertreter des Hauptverwaltungsbeamten
- 1997 bis 2013: Hans Mönninghoff
- 2013 bis 2021: Sabine Tegtmeyer-Dette
- seit 2021: Axel von der Ohe

## Gliederung der Stadtverwaltung

### Geschäftsbereich Oberbürgermeister
Hauptverwaltungsbeamter der Stadt Hannover: Oberbürgermeister Belit Onay, seit 22. November 2019
- Fachbereich Büro des Oberbürgermeisters
  - Repräsentation (u. a. Goldenes Buch der Stadt Hannover, Ehrenbürger der Stadt Hannover, Plakette für Verdienste um die Landeshauptstadt Hannover)
  - Grundsatzangelegenheiten
  - Koordination der „Wissenschaftsstadt Hannover“ und des Stadtdialogs „Mein Hannover 2030“
  - internationale Angelegenheiten, Presse- und Öffentlichkeitsarbeit
  - Bürgerbüro Hannover
- Rechnungsprüfungsamt
- Referat für Frauen und Gleichberechtigung, Gleichstellungsbeauftragte
- Stabsstelle Mobilität

### Dezernat I – Personal, Digitalisierung und Recht
Leitung: Stadtrat Lars Baumann, seit Oktober 2020
- Fachbereich Personal und Organisation
  - Personalrecht und –Rechnungswesen
  - Arbeitsschutz, Gesundheit, Soziales
  - Rats- und Bezirksratsangelegenheiten
  - Datenschutzbeauftragter für die Stadtverwaltung Hannover
  - Gesamtstädtische Schwerbehindertenvertretung.
- Fachbereich Recht
  - Justiziariat für die Stadt Hannover (Fachbereiche etc.), Schiedsämter der Stadt Hannover u. a.

### Dezernat II – Finanzen, Ordnung und Feuerwehr
Leitung: Stadtkämmerer Axel von der Ohe; seit Juli 2017, seit Juli 2021 erster Stadtrat und allgemeiner Vertreter des Oberbürgermeisters in der Verwaltung
- Fachbereich Finanzen
  - Haushalt der Stadt Hannover, Beteiligungsmanagement, Steuern und Gebühren
- Fachbereich Feuerwehr
- Fachbereich Öffentliche Ordnung
  - Hannover-ServiceCenter mit u.a: Standesamt Hannover, Ordnungswidrigkeiten und Fahrerlaubnisbehörde, Ausländerbehörde, Lebensmittelüberwachung, Veterinärwesen, Gewerbeanmeldungen.
- Zusatzversorgungskasse der Stadt Hannover
- Der Ordnungsdezernent ist von Verwaltungsseite zuständig für den Zweckverband Abfallwirtschaft Region Hannover (aha). Die Stadtreinigung wird durch das Dezernat betreut (operativ an den Zweckverband Abfallwirtschaft übertragen).

### Dezernat III – Soziales und Integration
Leitung: Stadträtin Sylvia Bruns, seit 15. Oktober 2020
- Fachbereich Soziales
  - Hilfe zum Lebensunterhalt
  - Hilfe zur Pflege
  - Eingliederungshilfe für behinderte Menschen
  - Grundsicherung im Alter, Wohngeld
  - Schuldner- und Insolvenzberatung
- Fachbereich Gesellschaftliche Teilhabe
  - Antidiskriminierungsstelle
  - Einwanderungsstadt Hannover
  - Wohnen und Leben in Gemeinschaftsunterkünften u.a
- Fachbereich Senioren
  - Teilhabe im Alter
  - Angebote für Menschen mit Einschränkungen
  - Seniorentelefon
- Zugeordnet:  Beauftragter für Menschen mit Behinderungen der Landeshauptstadt Hannover[6]

### Dezernat IV –  Jugend, Familie und Sport
Leitung: Stadträtin Susanne Blasberg-Bense; seit November 2023
- Fachbereich Jugend und Familie
- Fachbereich Sport, Bäder und Eventmanagement
  - Städtische Sportstätten: Sportpark Hannover mit Sportleistungszentrum, Erika-Fisch-Stadion und Sportpark Misburg, Sportpark Wettbergen
  - Städtische Bäder: Stadionbad, Vahrenwalder Bad, Nord-Ost-Bad, Stöckener Bad u.a
  - Betreuung der Sportvereine- und Verbände
  - Veranstaltungsservice der Stadt Hannover

### Dezernat V – Wirtschaft und Umwelt
Leitung: Stadträtin Anja Ritschel; seit Januar 2022
- Fachbereich Wirtschaft
- Fachbereich Umwelt und Stadtgrün[7]

Städtische Eigenbetriebe:
- Stadtentwässerung Hannover
- Städtische Häfen Hannover
- Hannover Congress Centrum, HCC

Die Wirtschafts- und Umweltdezernentin ist außerdem für die städtischen Beteiligungen im Wirtschaftsbereich tätig:
- Flughafen Hannover-Langenhagen GmbH
- GENAMO – Gesellschaft zur Entwicklung eines Naherholungsgebietes Misburg-Ost mbH
- Gesellschaft für Verkehrsförderung (GfV)
- Hafen Hannover GmbH
- Hannover Marketing und Tourismus GmbH (HMTG)
- Hannover.de Internet GmbH (HDE)
- Hannoverimpuls GmbH
- Hannover Veranstaltungs GmbH
- Klimaschutzagentur Region Hannover GmbH[8]
- proKlima GbR
- Misburger Hafengesellschaft mbH

### Dezernat VI – Stadtentwicklung und Bauen
Leitung: Stadtbaurat Thomas Vielhaber; seit November 2020
- Fachbereich Gebäudemanagement
- Fachbereich Planen und Stadtentwicklung
- Fachbereich Tiefbau

### Dezernat VII – Bildung und Kultur
Leitung: Stadträtin Eva Bender, seit März 2024
- Stabstelle Kulturmanagement
- Fachbereich Schule
- Fachbereich Kultur
  - Kulturbüro,
  - Sprengel-Museum, Museum August Kestner, Historisches Museum
  - Musikschule Hannover
  - Stadtarchiv
- Fachbereich Stadtbibliotheken
  - Zentralbibliothek, Stadtteilbibliotheken
- Fachbereich Volkshochschule
  - Ada-und-Theodor-Lessing-Volkshochschule
- Fachbereich Herrenhäuser Gärten

## Gesamtpersonalrat
Der Gesamtpersonalrat ist die Interessenvertretung aller Beschäftigten der Stadt Hannover. Die Hauptaufgabe des GPR ist es, die Interessen der Beschäftigten gegenüber der Verwaltung zu vertreten. Der Gesamtpersonalrat besteht aus 25 Mitgliedern plus der Gesamtvertrauensfrau der Schwerbehinderten und der Jugend- und Auszubildendenvertretung. Er wird alle vier Jahre gewählt.